# Colobothea lateralis
Colobothea lateralis är en skalbaggsart som beskrevs av Bates 1865. Colobothea lateralis ingår i släktet Colobothea och familjen långhorningar. Inga underarter finns listade i Catalogue of Life.